# Turacoena
Turacoena is een geslacht van vogels uit de familie duiven (Columbidae).

## Soorten
Het geslacht kent de volgende soorten:
- Turacoena manadensis –  Witmaskerkoekoeksduif
- Turacoena modesta –  Zwarte koekoeksduif
- Turacoena sulaensis –  Sulakoekoeksduif